# Vice Vukov
Vice Vukov, hrvaški pevec in politik, * 3. avgust 1936, Šibenik, † 24. september 2008, Zagreb.
Vice Vukov je bil v 60. letih eden najbolj priljubljenih hrvaških pevcev. Dvakrat je zastopal Jugoslavijo na Pesmi Evrovizije, in sicer leta 1963 s pesmijo Brodovi in leta 1965 s pesmijo Čežnja. 
Leta 1972, po hrvaški pomladi, so ga jugoslovanske oblasti označile kot hrvaškega nacionalista ter mu prepovedale javno nastopanje in umaknile njegove plošče iz prodaje. Leta 1989 je izdal album z novimi pesmimi, vendar brez navedenega imena. Njegova vrnitev na glasbeno sceno je nakazovala tudi politične spremembe. Po demokratizaciji Hrvaške je Vukov postal podpornik Socialdemokratske stranke Hrvaške in se večkrat potegoval za mesto poslanca v parlamentu, uspešno šele leta 2003.
17. novembra 2005 si je po padcu na stopnišču v Saboru resno poškodoval glavo in do smrti ostal v vigilni komi. Umrl je 24. septembra 2008.